# Hemidactylus mrimaensis
Hemidactylus mrimaensis es una especie de gecos de la familia Gekkonidae.

## Distribución geográfica yhábitat
Es endémica de las selvas del este de Kenia. Su rango altitudinal oscila entre 257 y 309 m s. n. m..